# Religia w Bydgoszczy

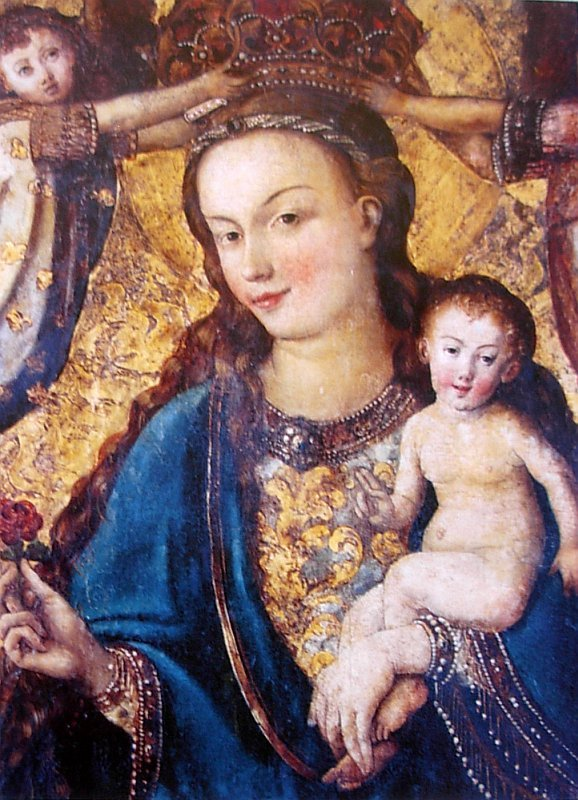
Matka Boża Pięknej Miłości w Bydgoszczy

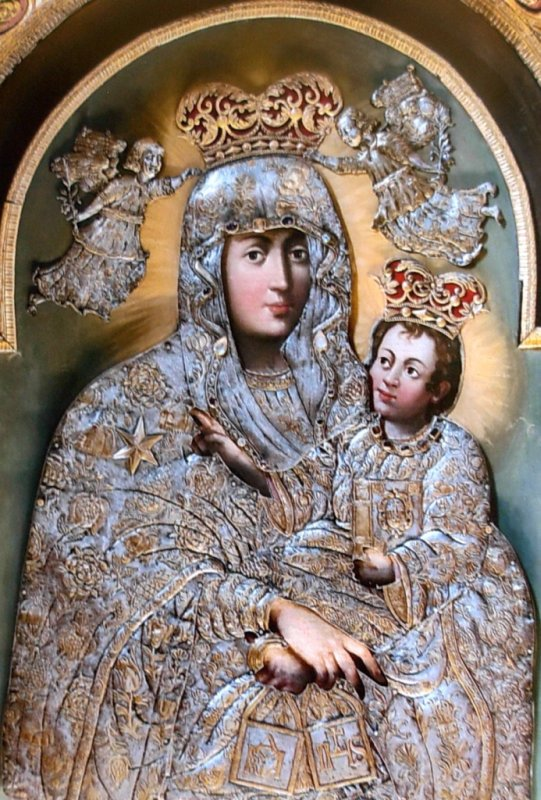
Obraz Matki Bożej Szkaplerznej w Bydgoszczy

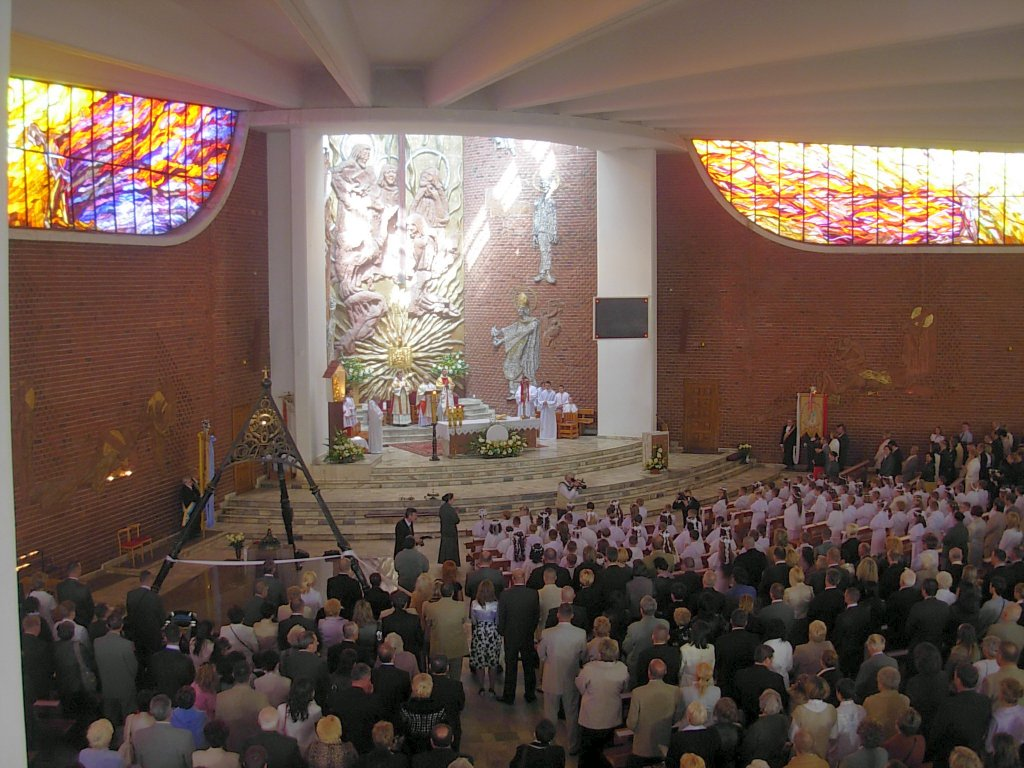
Kościół Świętych Polskich Braci Męczenników w Bydgoszczy

Religia w Bydgoszczy – artykuł przedstawia listę i historię działalności wspólnot wyznaniowych działających na terenie Bydgoszczy.
W Bydgoszczy znajduje się blisko 60 obiektów sakralnych, w tym 43 kościoły katolickie. 19 świątyń wpisanych jest do rejestru zabytków. Na terenie miasta znajdują się cztery sanktuaria katolickie, droga krzyżowa w Dolinie Śmierci w formie „Golgoty XX wieku”, a także liczne cmentarze. Trzy wizerunki maryjne znajdujące się w bydgoskich świątyniach doznały koronacji:
- Matka Boża Pięknej Miłości (dwukrotnie 1966 – kard. Stefan Wyszyński i Karol Wojtyła, 1999 – Jan Paweł II),
- Matka Boża Szkaplerzna (2001 – abp Henryk Muszyński),
- Matka Boża Trzykroć Przedziwna (2011 – bp Jan Tyrawa[1]).

Bydgoszcz jest stolicą diecezji bydgoskiej kościoła rzymskokatolickiego, należącej do metropolii gnieźnieńskiej. W Bydgoszczy znajdują się też ośrodki innych wyznań, m.in. cerkiew prawosławna, rozliczne kościoły wyznań ewangelickich, a także muzułmańskie i hinduistyczne gminy wyznaniowe.

## Tradycje
Pierwszy kościół na terenie obecnego miasta Bydgoszczy powstał w XII wieku. Był to kościół pw. św. Marii Magdaleny w Wyszogrodzie. Plebana Jana zapisano w źródłach w 1198 r. Bydgoski kościół grodowy św. Idziego wzniesiono w XIII wieku. Po lokacji miasta w 1346 r. istniała bydgoska parafia, która aż do 1920 r. znajdowała się w centrum historii bydgoskiego kościoła.

## Kościoły bydgoskie
Na terenie Bydgoszczy znajduje się ponad 60 obiektów kultu religijnego. 45 z nich to kościoły rzymskokatolickie, z czego:
- 4[4] pochodzą z okresu przed 1772 r. (kolejnych 7 już nie istnieje)
- 10 z okresu zaborów 1772–1920 r.
- 5 z okresu międzywojennego 1920–1939 r.
- 26 zbudowanych (bądź budowa została rozpoczęta) po 1939 r.

Burze dziejowe przetrwały trzy świątynie gotyckie, których geneza sięga czasów staropolskich. Najstarszym i najokazalszym z nich jest katedra św. Marcina i Mikołaja (1466), a ponadto kościół pobernardyński (1552) i kościół klarysek (1615).
Szeroko reprezentowany wśród świątyń bydgoskich jest styl neogotyku. Dotyczy on świątyń ewangelickich, wznoszonych w XIX i na początku XX wieku, przekształconych po 1945 r. w kościoły katolickie. Na początku XX wieku i w dwudziestoleciu międzywojennym wzniesiono ponadto pięć świątyń katolickich w stylu neobaroku. Dwie wśród nich reprezentują styl baroku klasycyzującego o skromniejszej formie zewnętrznej. Poza tym wiele kościołów bydgoskich posiada neobarokowe wnętrza przy zachowaniu neogotyckiej formy zewnętrznej.
Po 1975 r. powstało w Bydgoszczy kilkadziesiąt świątyń katolickich. Niektóre z nich wyróżniają się monumentalną formą oraz wystrojem.
Wśród protestanckich świątyń znajdujących się w Bydgoszczy należą, m.in.
- zabytkowe: Kościół Ewangelicko-Metodystyczny, Kościół Zbawiciela
- współczesne: Kościół Zielonoświątkowy

## Kościoły Rzymskokatolickie

### Sanktuaria w Bydgoszczy i okolicy
W Bydgoszczy znajdują się obecnie cztery sanktuaria katolickie. Jedno z nich zlokalizowane w katedrze ma staropolski charakter, gdyż czczony jest w nim od kilkuset lat słynący łaskami, gotycki wizerunek Madonny. Pozostałe sanktuaria ustanowiono po 2000 r. Dwa z nich mają charakter martyrologiczny, w nawiązaniu do życzenia papieża Jana Pawła II, który podczas mszy św. na bydgoskim lotnisku 7 czerwca 1999 r. wezwał do upamiętnienia męczenników, którzy oddali życie za wiarę. Ostatnim sanktuarium jest kaplica Matki Bożej Trzykroć Przedziwnej wykonana według wzoru obowiązującego w Ruchu Szensztackim.
Wiele miejsc kultu religijnego o staropolskiej tradycji znajduje się poza tym w okolicy miasta, zarówno w diecezji bydgoskiej, jak i gnieźnieńskiej, pelplińskiej i toruńskiej.
Sanktuaria w Bydgoszczy:
| Nr | Sanktuarium                                                            | Obiekt kultu                                                                                  | Początki       | Zasięg           | Uwagi  |
| 1. | Sanktuarium Matki Bożej Pięknej Miłości                                | Matka Boża Pięknej Miłości w Bydgoszczy Matka Boża Szkaplerzna                                | XVI wiek       | ponaddiecezjalny | Strona |
| 2. | Sanktuarium Nowych Męczenników                                         | Relikwie Świętych Polskich Braci Męczenników, ks. Jerzego Popiełuszki i papieża Jana Pawła II | 7 czerwca 2000 | diecezjalny      | Strona |
| 3. | Sanktuarium Matki Bożej Trzykroć Przedziwnej                           | kaplica Ruchu Szensztackiego                                                                  | 2000           | ponaddiecezjalny | Strona |
| 4. | Sanktuarium Królowej Męczenników, Kalwaria bydgoska – Golgota XX wieku | Dolina Śmierci – miejsce kaźni i martyrologii Polaków                                         | 2008           | diecezjalny      | Strona |

#### Madonny Bydgoskie
Kluczowym obiektem kultu kościoła katolickiego w Bydgoszczy jest unikatowy, gotycki obraz maryjny, od XVI wieku uznawany za cudowny. Historyk sztuki prof. Tadeusz Dobrowolski stwierdził, że „jest to najpiękniejsza ze wszystkich znanych polskich podobizn Dziewicy”. Obraz wystawił starosta bydgoski Jan Kościelecki wraz z ołtarzem jako wotum za zakończoną wojnę trzynastoletnią. Wzrastający kult maryjny znalazł uwieńczenie w XX wieku w postaci podwójnej koronacji obrazu: 29 maja 1966 r. przez prymasa Polski Stefana Wyszyńskiego podczas obchodów Tysiąclecia Chrztu Polski oraz jubileuszu 500-lecia intronizacji obrazu w bydgoskiej farze, jak również 7 czerwca 1999 r. przez papieża Jana Pawła II podczas jego wizyty apostolskiej w Bydgoszczy. Madonna Bydgoska uznawana jest od czasów staropolskich za patronkę miasta. Papież potwierdził to, uznając ją obok biskupa Michała Kozala patronką diecezji bydgoskiej.
Drugim czczonym wizerunkiem maryjnym w bydgoskim kościele katedralnym jest obraz Matki Bożej Szkaplerznej, pochodzący z ok. 1700 r. Wizerunek ten znajdował się w kościele karmelitów bydgoskich, a po jego zburzeniu w 1822 r., został przeniesiony wraz z całym ołtarzem do kościoła farnego. Obraz był koronowany w czasach zamierzchłych, a jego ponownej koronacji dokonał w 2001 r. arcybiskup gnieźnieński Henryk Muszyński. Jest kluczowym obiektem kultu bardzo rozbudowanego zwłaszcza w XVII-XIX wieku Bractwa Szkaplerznego w Bydgoszczy.

#### Sanktuarium Nowych Męczenników

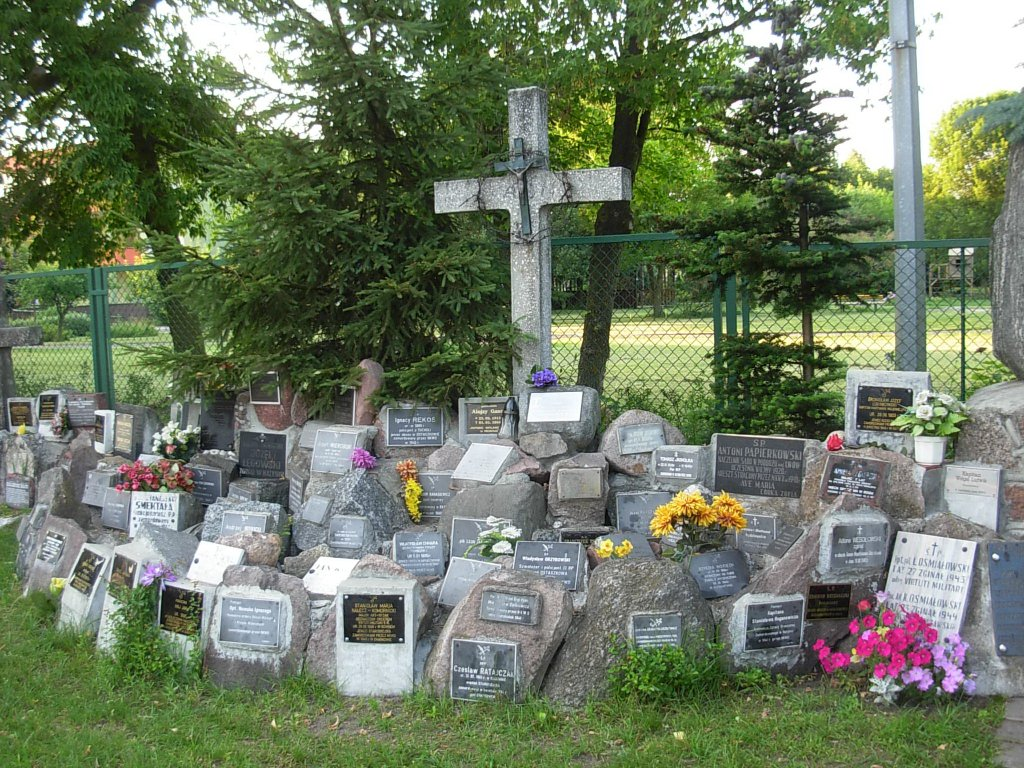
Kamienie pamięci w Sanktuarium Nowych Męczenników

Sanktuarium Nowych Męczenników przy kościele pw. św. Polskich Braci Męczenników na Wyżynach powstało 7 czerwca 2000 r. w odpowiedzi na apel papieża Jana Pawła II upamiętnienia wszystkich bezimiennych męczenników za wiarę, którą wyraził podczas mszy św. na bydgoskim lotnisku 7 czerwca 1999 r. Świątynia, której inicjatorem był osobiście prymas Polski kard. Stefan Wyszyński powstała w ogromnych trudnościach, jakie piętrzyły władze państwowe, przy wielkiej determinacji wiernych. Według zamysłu prymasa: „Świątynia ta ma upamiętniać po wieczne czasy wszystkich bezimiennych Polaków, którzy oddawali swoje życie za wiarę i ojczyznę, a nie zostali wyniesieni na ołtarze.”
Gmach kościoła o zabudowie 3,5 tys. m² zbudowano społecznie rękami ochotników w latach 1976–1982 i konsekrowano w 1986. Od samego początku istnienia, świątynia stała się ośrodkiem myśli patriotycznej związanej z męczeństwem narodu polskiego. W latach 80. XX w. była kościołem, w którym ludzie wiary owiani duchem „Solidarności” modlili się za Ojczyznę.
W dniu 19 października 1984 r. w tej świątyni Ks. Jerzy Popiełuszko odprawił ostatnią mszę św. i różaniec, w czasie którego prowadził rozważania. Po tym nabożeństwie w czasie drogi do Warszawy został zatrzymany i zamordowany przez oficerów SB.
Świątynia-sanktuarium posiada kilkanaście kaplic, dokumentujących polskich męczenników, a także pamiątki po Janie Pawle II i prymasie Wyszyńskim. Wokół kościoła znajdują się pomniki, szańce, symboliczne groby oraz tablice upamiętniające bohaterów walki o wolną Polskę. Rosną także dwa dęby jubileuszowe nazwane imieniem polskiego papieża oraz „prymasa tysiąclecia”.

#### Sanktuarium Matki Bożej Trzykroć Przedziwnej

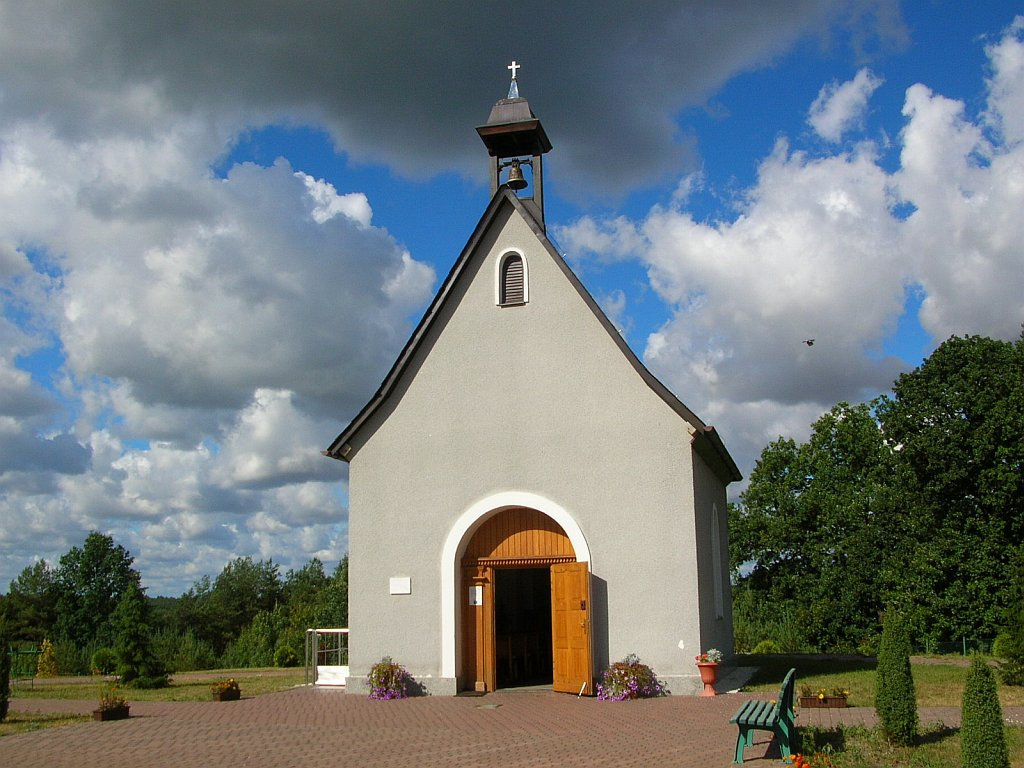
Szensztackie Sanktuarium Zawierzenia w Bydgoszczy

Wzniesione jako dar Roku Jubileuszowego 2000 w spokojnym leśnym zakątku na krawędzi doliny Brdy w okolicy osiedla Piaski. Kaplica stanowi Sanktuarium Zawierzenia Ruchu Szensztackiego. Jej położenie i forma zewnętrzna jest ściśle określona – stanowi kopię kaplicy w Schönstatt (Vallendar k. Koblencji), w której miało miejsce założenie Ruchu Szensztackiego i położona jest jak wszystkie sanktuaria tego typu – w miejscu ustronnym, malowniczym krajobrazowo, sprzyjającym wyciszeniu i refleksji. We wnętrzu znajduje się barokowy ołtarz z obrazem Matki Bożej, figury Apostołów Piotra i Pawła oraz figura św. Michała Archanioła.
Matka Boża przedstawiana na obrazie w sanktuarium szensztackim czczona jest pod tytułem: Matka Boża Trzykroć Przedziwna (łac. Mater Ter Admirabilis) jako Matka i Wychowawczyni nowego człowieka i nowej wspólnoty według nauki Ewangelii.

#### Sanktuarium Kalwarii Bydgoskiej

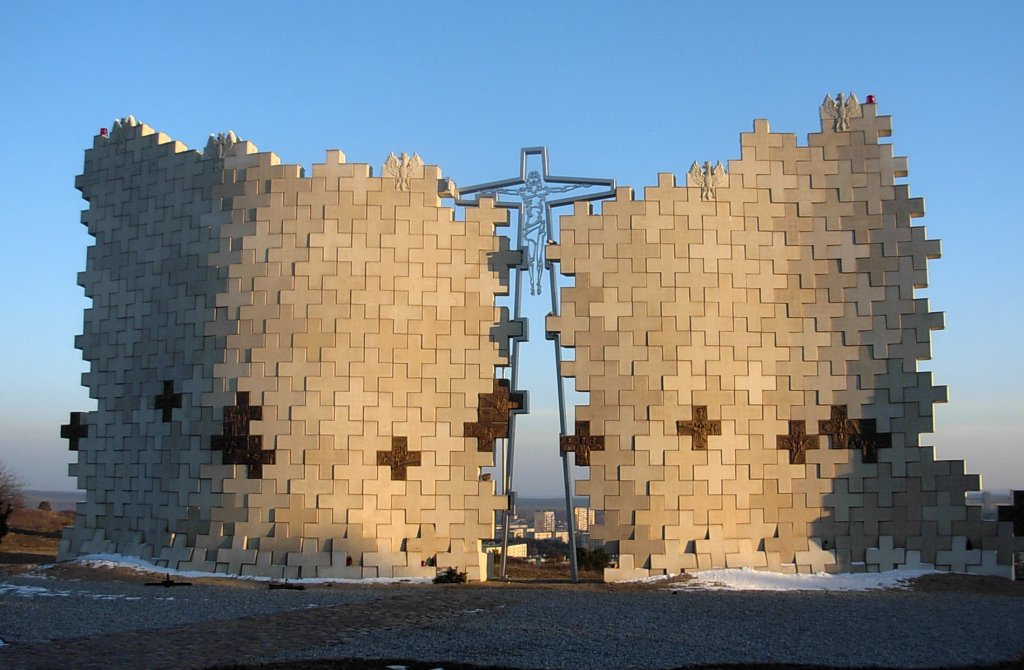
„Brama do Nieba” w Sanktuarium Królowej Męczenników, Kalwaria bydgoska – Golgota XX wieku

Sanktuarium zostało erygowane w 7 października 2008 r. i stanowi je bazylika mniejsza pw. Matki Bożej Królowej Męczenników oraz droga krzyżowa w Dolinie Śmierci.
Kalwaria Bydgoska powstała w latach 2003–2009 jako wielosegmentowy pomnik rzeźbiarsko-przestrzenny. 13 stacji Golgoty jest wykonanych w formie metalowych krzyży, zaś główny monument – stacja XII (śmierć na Krzyżu) ma charakter wysokiej, 24-metrowej ściany, nawiązującej do Ściany Płaczu w Jerozolimie, zbudowanej z 716 modułów greckich krzyży. Najważniejszym elementem jest wizerunek Chrystusa Zwycięskiego w ażurowym krzyżu otoczonym przez mniejsze, symbolizujące męczenników z Doliny Śmierci.
Cały kompleks Golgoty XX wieku znajduje się w naturalnym, leśnym wąwozie, ze ścieżkami spacerowymi biegnącymi na wzgórze i ku monumentalnemu pomnikowi. Od 2001 r. organizowane są tu misteria Męki Pańskiej z udziałem setek aktorów i wielotysięcznej publiczności.

#### Inne sanktuaria w okolicy Bydgoszczy
Sanktuaria w okolicy Bydgoszczy:
| Nr  | Sanktuarium                                                                                | Świątynia                                                                   | Obiekt kultu                        | Początki  | Diecezja     | Uwagi | Zdjęcie |
| 1.  | Sanktuarium Maryjne w Górce Klasztornej                                                    | Kościół Najświętszej Marii Panny Niepokalanie Poczętej                      | Obraz Matki Boskiej Góreckiej       | 1079      | bydgoska     | najstarszy ośrodek kultu maryjnego w Polsce Strona |         |
| 2.  | Sanktuarium Krzyża Świętego w Kcyni                                                        | Parafia Wniebowzięcia NMP w Kcyni                                           | Figura Pana Jezusa Ukrzyżowanego    | XVI wiek  | bydgoska     | w zespole pokarmelickim w Kcyni; oprócz cudownego Krucyfiksu, kluczowym zabytkiem są naturalnej wielkości malowidła ścienne drogi krzyżowej – Kalwaria Strona                                                   |         |
| 3.  | Sanktuarium Najświętszej Maryi Panny Królowej Krajny w Byszewie                            | Kościół Świętej Trójcy w Byszewie                                           | Obraz Matki Boskiej Królowej Krajny | XVI wiek  | pelplińska   | sanktuarium regionalne Krajny, położone na przesmyku między jeziorami Rynny Byszewskiej |         |
| 4.  | Sanktuarium Matki Bożej Uzdrowienia Chorych w Topolnie                                     | Parafia Nawiedzenia Najświętszej Maryi Panny w Topolnie                     | Obraz Matki Bożej                   | XVII wiek | pelplińska   | zabytkowy kościół z XVII w. położony u podnóża doliny Wisły Strona |         |
| 5.  | Sanktuarium Matki Bożej Królowej Miłości i Pokoju w Markowicach zwanej również Panią Kujaw | Parafia Nawiedzenia Najświętszej Marii Panny w Markowicach                  | Figura Matki Boskiej z Dzieciątkiem | 1630      | gnieźnieńska | sanktuarium regionalne, klasztor i niższe seminarium duchowne misjonarzy Oblatów Strona |         |
| 6.  | Sanktuarium Maryjne w Pieraniu                                                             | Parafia św. Mikołaja Biskupa Sanktuarium Matki Bożej Łaskawej w Pieraniu    | Obraz Matki Bożej Łaskawej          | 1722      | gnieźnieńska | zabytkowy kościół drewniany Strona |         |
| 7.  | Kalwaria w Pakości                                                                         | Parafia Pana Jezusa Ukrzyżowanego i Matki Bożej Bolesnej w Pakości-Kalwaria | Kalwaria Pakoska                    | 1628      | gnieźnieńska | kompleks składający się z 25 kaplic, z których dwie, wybudowane przed rokiem 1647, zachowały się do czasów obecnych, zaś pozostałe pochodzą z przełomu XVII i XVIII w. Strona                                   |         |
| 8.  | Sanktuarium Matki Boskiej Częstochowskiej w Świeciu                                        | Parafia Matki Bożej Częstochowskiej i św. Stanisława w Świeciu              | Obraz Matki Bożej                   |           | pelplińska   | fara w Świeciu |         |
| 9.  | Sanktuarium Marki Bożej Bolesnej w Chełmnie                                                | Kościół Wniebowzięcia Najświętszej Maryi Panny w Chełmnie                   | Obraz Matki Bożej                   | 1649      | toruńska     | kościół archiprezbiterialny, fara, najokazalszy z siedmiu istniejących gotyckich kościołów Chełmna Strona |         |
| 10. | Sanktuarium Matki Bożej Łaskawej w Grudziądzu                                              | Kościół św. Mikołaja w Grudziądzu                                           | Obraz Matki Bożej                   | XVII wiek | toruńska     | kościół kolegiacki, widoczny w elewacji Grudziądza od strony Wisły; odbudowany po zniszczeniu w 1945 r. Strona                                                                                                  |         |
| 11. | Sanktuarium Maryjne w Rywałdzie                                                            | Parafia św. Sebastiana i Narodzenia Najświętszej Maryi Panny w Rywałdzie    | Figura Matki Bożej z Dzieciątkiem   | XV wiek   | toruńska     | figura należy do gotyckich „Pięknych Madonn Tronujących”; powstała na przełomie XIV i XV w. Strona |         |
| 12. | Sanktuarium Matki Bożej Brzemiennej w Wąbrzeźnie                                           | Parafia św. Apostołów Szymona i Judy Tadeusza w Wąbrzeźnie                  | Obraz Matki Bożej                   | 1685      | toruńska     | fara w Wąbrzeźnie Strona |         |
| 13. | Sanktuarium karmelitańskie w Oborach                                                       | Kościół Matki Boskiej Bolesnej w Oborach                                    | Pietà – Figura Matki Bożej Bolesnej | 1627      | płocka       | figura powstała na początku XV w. w klasztorze karmelitów w Bydgoszczy; do Obór została przewieziona w 1605 r., a od 1627 r. pozostała tu na stałe; czczona jest pod tytułem Patronki Ziemi Dobrzyńskiej Strona |         |

### Parafie rzymskokatolickie

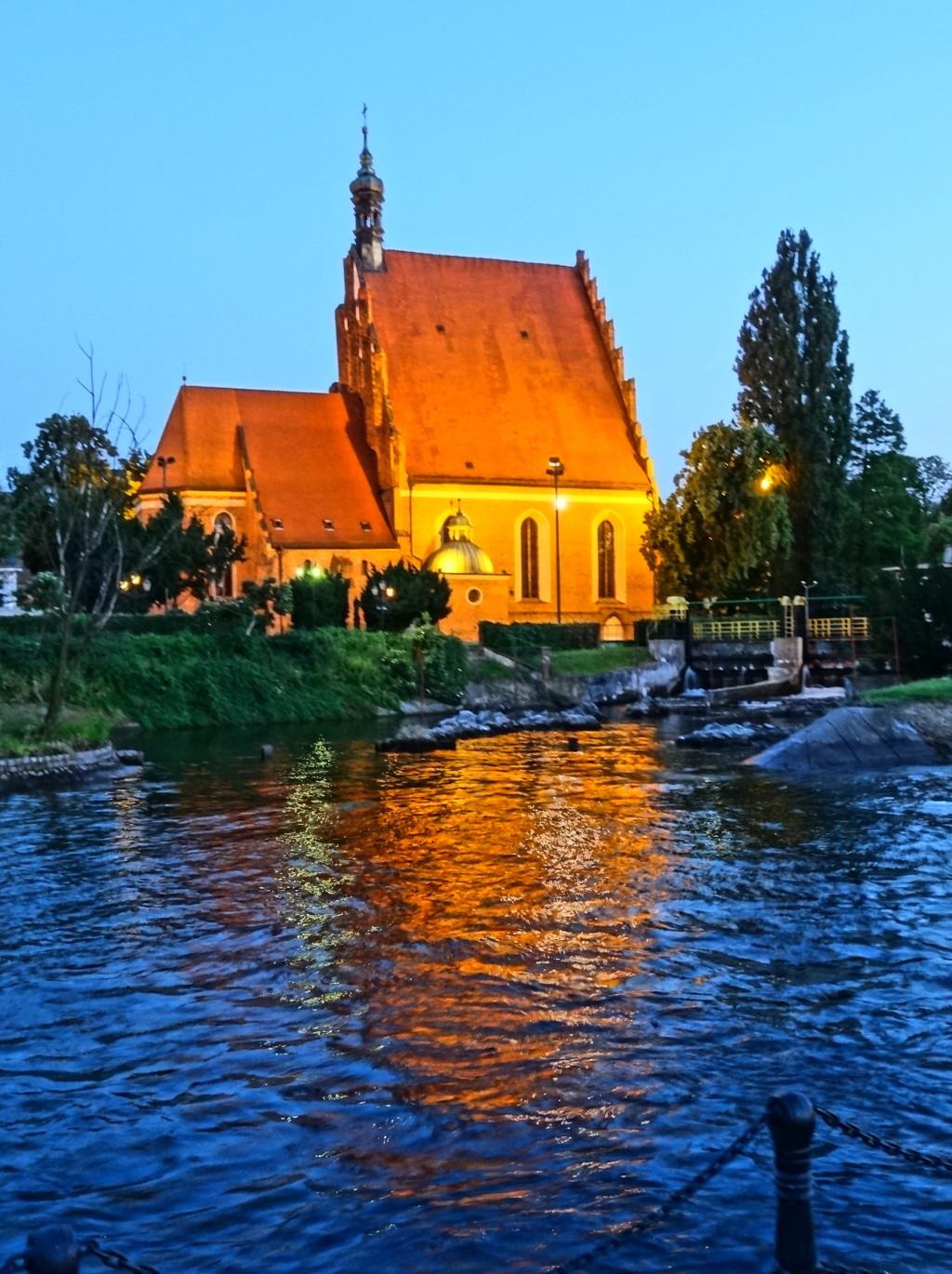
Katedra bydgoska

W 2010 r. znajdowało się w Bydgoszczy 41 parafii rzymskokatolickich (łącznie z parafią garnizonową) zgrupowanych w 6 miejskich dekanatach. Najstarszą z nich jest parafia farna, erygowana w 1346 r. i do 1924 r. jedyna w mieście. W przeddzień wybuchu II wojny światowej znajdowało się w mieście 6 parafii, zaś w 1946 r. zwiększono ich liczbę do 12. Gwałtowny rozwój sieci parafii nastąpił w latach 80. i 90. XX w.
Największymi parafiami w mieście liczącymi po 20–25 tys. osób są:
- Parafia św. Wincentego à Paulo w Bydgoszczy (Bazylika),
- Parafia św. Polskich Braci Męczenników w Bydgoszczy na Wyżynach,
- Parafia Matki Bożej Królowej Męczenników w Bydgoszczy w Fordonie.

### Diecezja bydgoska
25 marca 2004 papież Jan Paweł II utworzył diecezję bydgoską kościoła rzymskokatolickiego, obejmującą miasto Bydgoszcz oraz częściowo obszary etnograficznych krain: Krajny i Pałuk, na obszarze województw: kujawsko-pomorskiego i wielkopolskiego.
Wchodzi ona w skład metropolii gnieźnieńskiej obok diecezji gnieźnieńskiej i włocławskiej.
Diecezja bydgoska rozciąga się na terenie ok. 5200 km². Zamieszkuje ją ok. 590 tys. wiernych, z czego dwie trzecie to mieszkańcy Bydgoszczy. Diecezja została podzielona na 15 dekanatów ze 145 parafiami: 39 parafii typowo miejskich, 24 miejsko-wiejskie i 82 wiejskie. W duszpasterstwie pracuje 383 kapłanów, z czego 279 to kapłani diecezjalni. Na terenie diecezji znajduje się 9 zgromadzeń zakonnych męskich i 14 żeńskich. Badania z 2004 r. wykazały, że do komunii wielkanocnej przystępuje ok. 80 proc. wiernych, a ok. połowa co niedzielę uczestniczy we mszy świętej.

### Parafie greckokatolickie
W 2017 roku, ze względu na duży przyrost imigrantów z zachodniej Ukrainy, przede wszystkim wojennych, biskup eparchialny wrocławsko-gdański Włodzimierz Juszczak erygował najpierw duszpasterstwo, a następnie od 2018 r. parafię greckokatolicką pw. Archistratega Michała w Bydgoszczy. Jej proboszczem jest ksiądz Roman Narytnyk. Parafia korzysta z gościnności proboszcza bazyliki św. Wincentego a Paulo, jej nabożeństwa odbywają się w tamtejszej bocznej kaplicy, a czasem w kościele głównym.

### Szkoły wyższe
Na terenie diecezji funkcjonuje kilka wyższych szkół teologicznych:
- Wyższe Seminarium Duchowne im. bł. bpa Michała Kozala,
- sekcja Wydziału Teologicznego Uniwersytetu Adama Mickiewicza z Poznania – dawny Prymasowski Instytut Kultury Chrześcijańskiej,
- Seminarium Misyjne Zgromadzenia Ducha Świętego w Bydgoszczy.

### Zakony
Zakony w Bydgoszczy:
| Nr  | Zakon                             | Data sprowadzenia | Data kasacji lub przeniesienia | Świątynia | Uwagi |
| 1.  | Klasztor Karmelitów               | 1398              | 1816                           | kościół Mariacki Karmelitów                                                                                         | Fundacja należała do najstarszych w Polsce, obok Gdańska (1380) i Krakowa (1395).                                                   |
| 2.  | Klasztor Bernardynów              | 1480              | 1829                           | kościół pobernardyński                                                                                              | Trzeci konwent co do starszeństwa w Polsce po Krakowie (1453) i Warszawie.                                                          |
| 3.  | Klasztor Klarysek                 | 1615              | 1835                           | kościół Klarysek | |
| 4.  | Kolegium Jezuitów                 | 1617, 1946        | 1780                           | kościół pojezuicki (do 1780), kościół św. Andrzeja Boboli (od 1946)                                                 | |
| 5.  | Duchacze                          | 1920              |                                | kościół rektorski Ducha Świętego, kościół Ducha Świętego                                                            | Siedziba polskiej prowincji zakonu, seminarium duchowne                                                                             |
| 6.  | Zgromadzenie Misji                | 1923              |                                | bazylika św. Wincentego à Paulo, kościół Zmartwychwstania Pańskiego                                                 | konwent zbudował monumentalną świątynię w formie Panteonu w latach 1924–2002                                                        |
| 7.  | Szarytki                          | 1923              |                                | bazylika św. Wincentego à Paulo (od 1923), kościół św. Mikołaja (od 1930)                                           | |
| 8.  | Elżbietanki                       | 1923              |                                | kościół Matki Boskiej Nieustającej Pomocy (od 1930), kościół Najświętszego Serca Pana Jezusa, kościół św. Jadwigi   | siostry prowadzą przedszkole katolickie na Szwederowie. W 2021 rozebrano dawną siedzibę zgromadzenia przy ul. Obrońców Bydgoszczy 3 |
| 9.  | Klaryski od wieczystej Adoracji   | 1925              |                                | kaplica sióstr Klarysek                                                                                             | zakon klauzurowy |
| 10. | Zgromadzenie Maryi Niepokalanej   | 1945              |                                | katedra św. Marcina i Mikołaja                                                                                      | |
| 11. | Michalici                         | 1948              |                                | kościół św. Maksymiliana Kolbe                                                                                      | dom zakonny przy ul. Grunwaldzkiej 178                                                                                              |
| 12. | Franciszkanki z Orlika            | 1960              | 1990                           | kościół Niepokalanego Poczęcia NMP                                                                                  | |
| 13. | Karmelitanki Bose                 | 1971              | 1975                           | kościół NMP z Góry Karmel                                                                                           | przeniesione do domu zakonnego w Tryszczynie k. Bydgoszczy                                                                          |
| 14. | Urszulanki                        | 1978              |                                | kościół Świętych Polskich Braci Męczenników                                                                         | |
| 15. | Pasterki                          | 1980              | ok. 2000                       | kościół Matki Bożej Ostrobramskiej                                                                                  | prowadzą Dom dla Samotnych Matek w Żołędowie, gdzie znajduje się dom zakonny                                                        |
| 16. | Werbistki                         | 1983              |                                | kościół Matki Boskiej Królowej Męczenników (do ok. 2000 r.), kościół NMP z Góry Karmel (od ok. 2000 r.)             | |
| 17. | Nazaretanki                       | 1985              |                                | kościół św. Jadwigi Królowej                                                                                        | |
| 18. | Szensztacki Instytut Sióstr Maryi | 1985              |                                | katedra św. Marcina i Mikołaja (do 2000 r.), sanktuarium Matki Bożej Trzykroć Przedziwnej w Bydgoszczy (od 2000 r.) | dom zakonny przy ul. Piaski 65 |
| 19. | Salezjanie                        | 1990              |                                | kościół św. Marka Ewangelisty                                                                                       | prowadzą szkołę Collegium Salesianum                                                                                                |
| 20. | Kapucyni                          | 1993              |                                | kościół Klarysek | |
| 21. | Albertynki                        | 1993              |                                | kościół św. Antoniego Padewskiego                                                                                   | prowadzą kuchnię dla ubogich |

## Pozostałe kościoły i wyznania chrześcijańskie

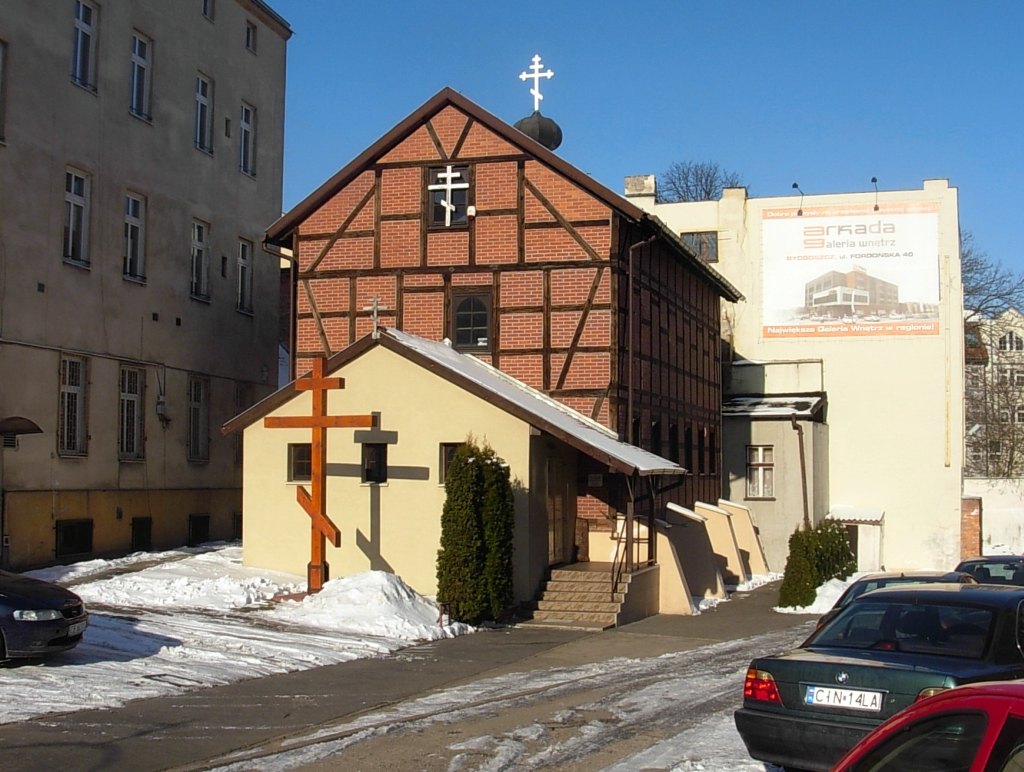
Cerkiew św. Mikołaja

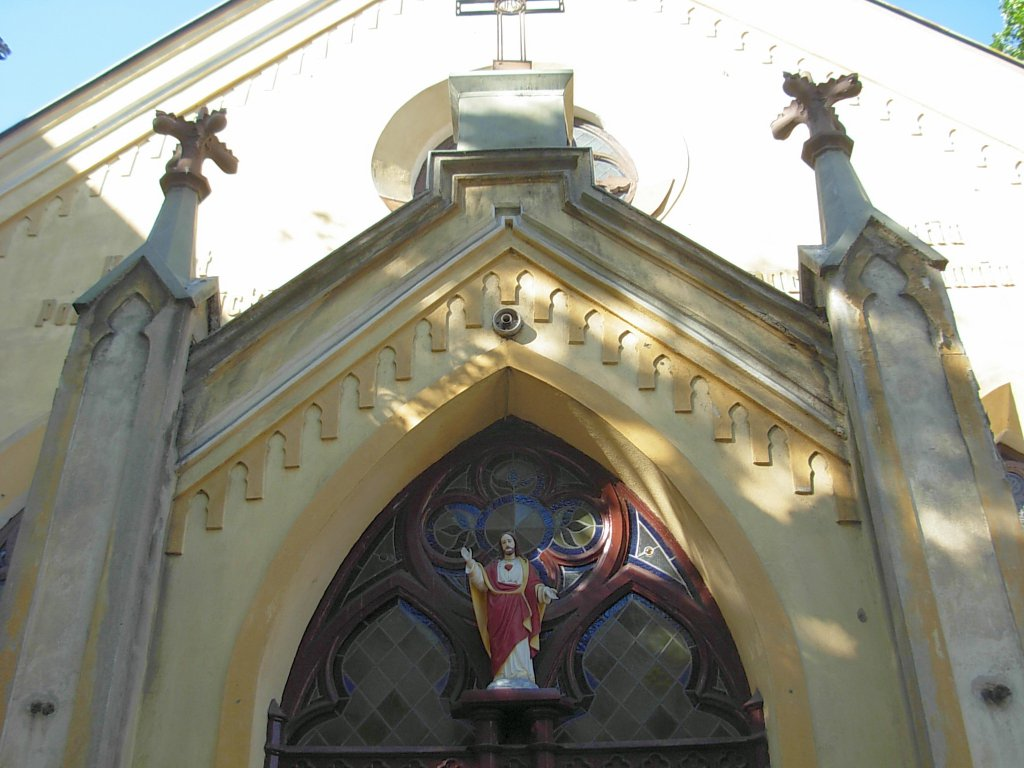
Polskokatolicki Kościół Zmartwychwstania Pańskiego

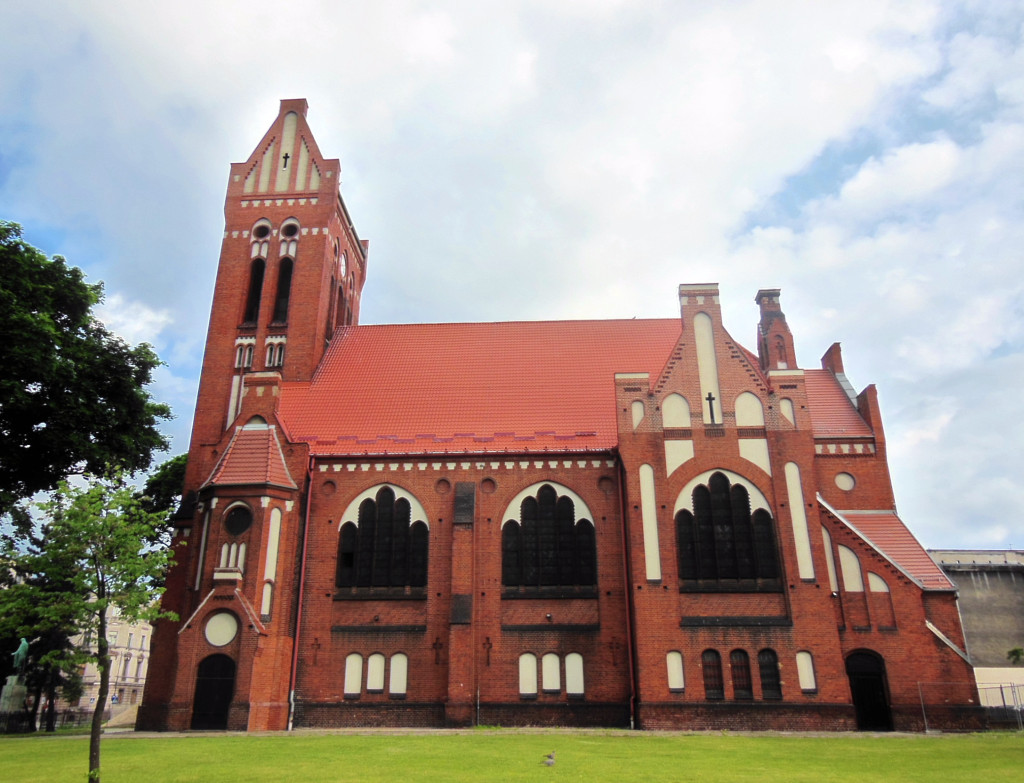
Ewangelicko-Augsburski Kościół Zbawiciela

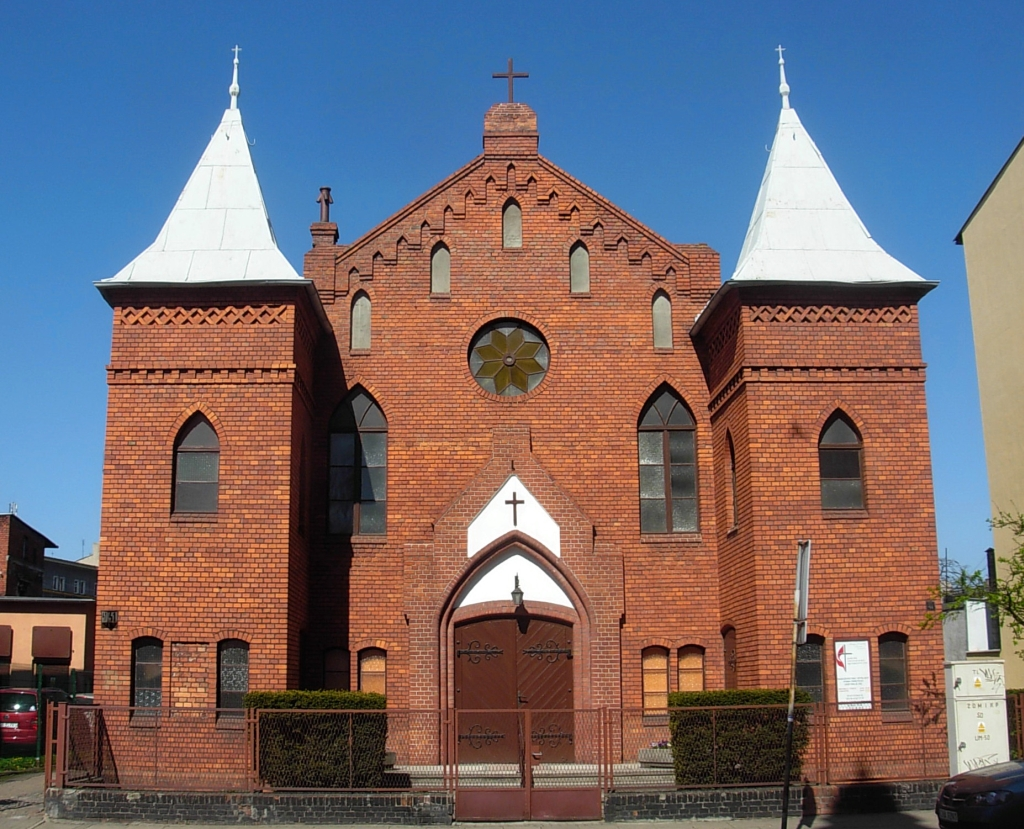
Kościół Ewangelicko-Metodystyczny w Bydgoszczy

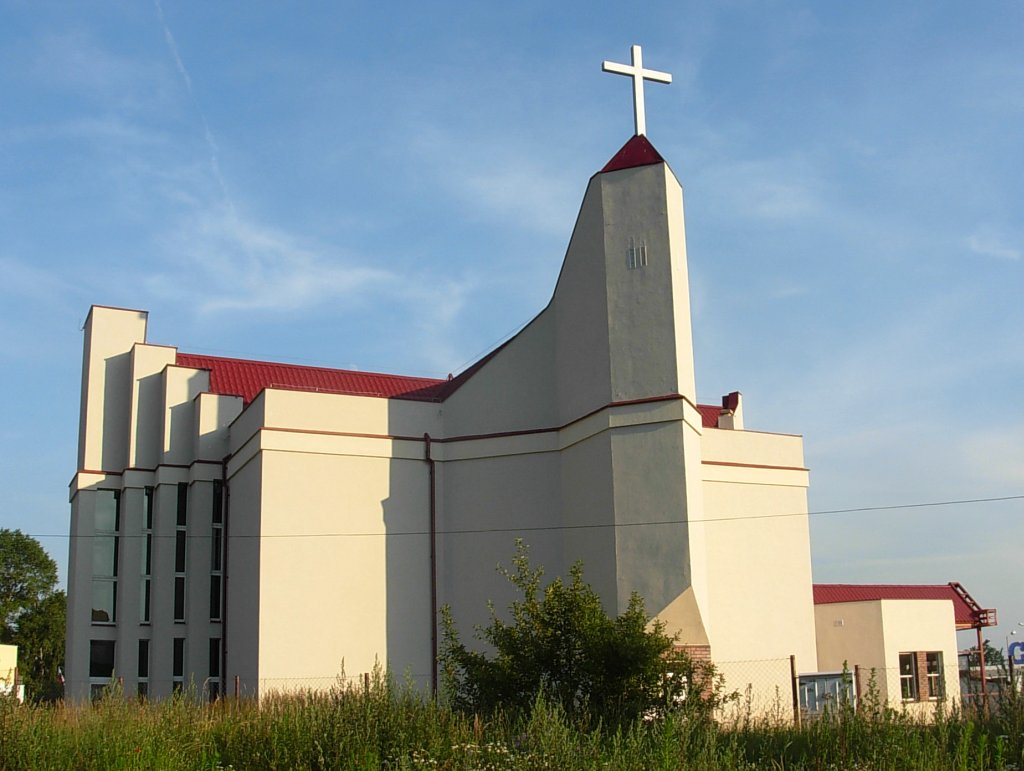
Kościół Zboru Zielonoświątkowego „Betel”

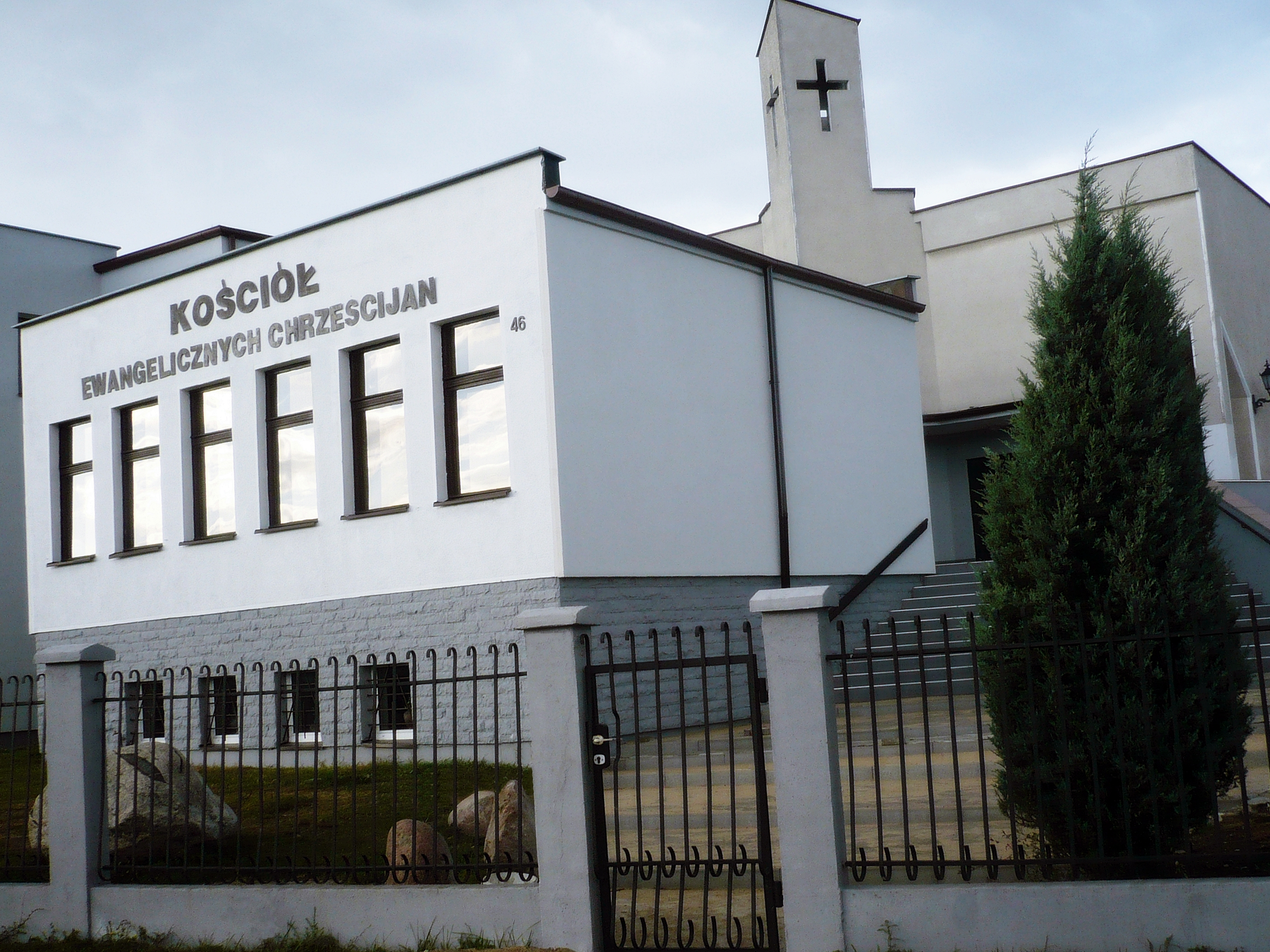
Kościół Zboru Ewangelicznych Chrześcijan

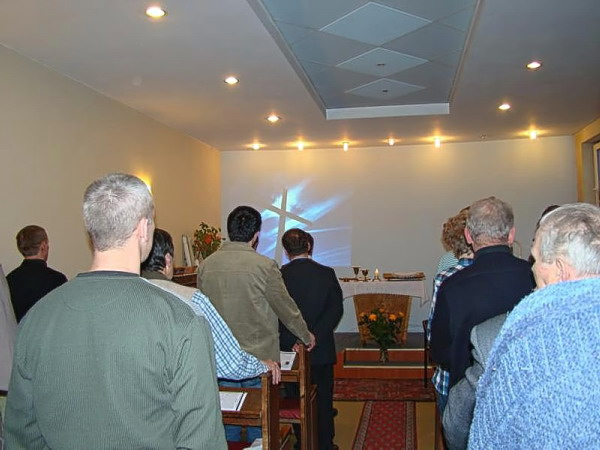
Wnętrze Kaplicy Kościoła Chrześcijan Baptystów w Bydgoszczy

Oprócz Kościoła katolickiego w Bydgoszczy działa kilkanaście innych wyznań chrześcijańskich, zarówno prawosławnych, starokatolickich, protestanckich, jak i restoracjonistycznych.

### Prawosławie
Parafia prawosławna w Bydgoszczy powstała w 1923 r. (ok. 450 osób). Cerkiew mieściła się w baraku na zapleczu Szkoły Oficerskiej przy ul. Gdańskiej 76. W 1932 roku cerkiew przeniesiono do budynku przy ul. Marszałka Ferdynanda Focha 32. W 1951 roku parafię włączono do powstałej diecezji łódzko-poznańskiej. W latach 60. XX w. cerkiew przeniesiono do Kościoła Ewangelickiego przy ul. Poznańskiej. Od 1982 roku mieści się w zaadaptowanym budynku przy ul. Nowy Rynek 5.
- Polski Autokefaliczny Kościół Prawosławny
  - Parafia św. Mikołaja – świątynią parafialną jest cerkiew św. Mikołaja.

Do prawosławnego dekanatu kujawsko-pomorskiego należą oprócz parafii w Bydgoszczy:
- Parafia św. Mikołaja w Toruniu (ul. Podgórna 69),
- Parafia św. Mikołaja we Włocławku (Al. Fryderyka Chopina 3/5),
- oraz filie: pw. św. Mikołaja w Grudziądzu i pw. św. Aleksandra Newskiego w Aleksandrowie Kujawskim.

### Starokatolicyzm
Głównym reprezentantem ruchu starokatolickiego w Bydgoszczy jest Kościół polskokatolicki. Miejscowa parafia narodowokatolicka pod wezwaniem Zmartwychwstania Pańskiego powstała w 1925 roku. W 1946 roku parafii została przydzielona działka po niemieckojęzycznej gminie wyznaniowej Kościoła Nowoapostolskiego przy ulicy Jędrzeja i Jana Śniadeckich 36. Parafia przynależy do dekanatu pomorsko-warmińskiego polskokatolickiej diecezji warszawskiej.
W Bydgoszczy mieszka także niewielka diaspora Kościoła Starokatolickiego Mariawitów. Miejscowi mariawici, w ramach interkomunii, uczestniczą w życiu religijnym parafii polskokatolickiej. Najbliższą placówką mariawicką od Bydgoszczy jest Świątynia Miłosierdzia i Miłości w Płocku.

### Protestantyzm
W latach zaboru pruskiego 1772–1945 istotne znaczenie miało wyznanie ewangelickie. O ile w 1772 roku zamieszkiwały Bydgoszcz tylko dwie rodziny wyznania ewangelickiego, to w 1815 r. ewangelicy stanowili już ok. 60% ludności, a w okresie 1850–1920 ok. 75%. Dopiero pod koniec XIX wieku, dzięki osiedlającej się na przedmieściach miasta (Wilczak, Szwederowo) ludności polskiej, katolicy zwiększyli swą liczebność.
Pierwsza miejska fara ewangelicka powstała w 1787 roku Tempo budowy świątyń ewangelickich znacznie przyspieszyło od lat 70. XIX wieku. W latach 1879–1914 na terenie obecnego obszaru miasta Bydgoszczy zbudowano dziewięć świątyń ewangelicko-unijnych, nie licząc kilkunastu w okolicy miasta. W okresie międzywojennym istniało w Bydgoszczy 8 świątyń ewangelicko-unijnych (siedem parafii i superintendentura podległa konsystorzowi w Poznaniu), kaplica baptystów, dom modlitwy zboru adwentystów dnia siódmego, zbór metodystów, parafia ewangelicko-augsburska oraz staroluteranie, zielonoświątkowcy i irwingianie. W tym okresie Bydgoszcz stanowiła największą w Polsce placówkę kościoła ewangelicko-unijnego i obok Poznania najbardziej dynamiczny ośrodek działalności niemieckich ewangelików. Po 1945 roku pozostało sześć świątyń poewangelickich, z czego tylko jedna z nich służy obecnie parafii ewangelickiej. Pięć pozostałych kościołów protestanckich po wojnie przekazano katolikom.
- Centrum Chrześcijańskie Kanaan:
  - Kościół lokalny misja „Betezda” – ul. A. Czartoryskiego 12[22]
- Centrum Chrześcijańskie „Nowa Fala”:
  - ICF Bydgoszcz – ul. Zduny 8[23]
- Chrześcijańska Wspólnota Ewangeliczna:
  - placówka Bydgoszcz I (Chrześcijańska Wspólnota Ewangeliczna w Bydgoszczy)[24]
  - placówka Bydgoszcz II[24]
- Full Gospel Tabernacle International Church:
  - zbór w Bydgoszczy – ul. Jana Kozietulskiego 1B[25][26]
- Kościół Adwentystów Dnia Siódmego w RP:
  - Zbór Kościoła Adwentystów Dnia Siódmego – ul. Lipowa 9[27]
- Kościół Baptystów „Łaska” – ul. Marszałka Focha 18[28]
- Kościół Boży w Chrystusie:
  - Centrum Chrześcijańskie „Dobra Nowina” – ul. Chemiczna 3[29]
  - Wspólnota „Przystań” – ul. Świecka 8[29]
- Kościół Chrześcijan Baptystów:
  - Zbór „Logos” – ul Dworcowa 106-108[30][31]
- Kościół Chrześcijan Dnia Sobotniego:
  - Zbór Kościoła Chrześcijan Dnia Sobotniego – ul. Zduny 10[32]
- Kościół Chrześcijan Pełnej Ewangelii „Obóz Boży”
  - punkt misyjny „W Obłoku Chwały”[33]
- Kościół Ewangelicko-Augsburski w RP:
  - Parafia Ewangelicko-Augsburska – pl. Zbawiciela (kościół Zbawiciela)[34]
- Kościół Ewangelicko-Metodystyczny w RP:
  - Parafia Ewangelicko-Metodystyczna – ul. Pomorska 41 (kościół metodystyczny)[35][36]
- Kościół Ewangeliczny w RP:
  - Społeczność Chrześcijańska „Fordon” – ul. Thommee 1 / ul. Emilii Gierczyk 13/96[37]
- Kościół Ewangelicznych Chrześcijan w RP:
  - Zbór Kościoła Ewangelicznych Chrześcijan – ul. Czerwonego Krzyża 46[38]
  - Zbór Kościoła Ewangelicznych Chrześcijan „Agape” w Bydgoszczy – ul. Libelta 10[38]
- Kościół Zielonoświątkowy w RP:
  - Zbór Kościoła Zielonoświątkowego „Betel” – ul. Janikowska 19[39]
  - Zbór Kościoła Zielonoświątkowego „Kościół dla Każdego” – ul. Jagiellońska 1[40]
- Mesjańskie Zbory Boże:
  - punkt misyjny w Bydgoszczy (podległy zborowi w Warszawie)[41]

### Restoracjonizm
- Świadkowie Jehowy[42][43]

Działalność kaznodziejską rozpoczęto w pierwszej dekadzie XX wieku. Przed rokiem 1906 działa tam niewielka grupa wyznawców. W roku 1914 działała tu grupa 30 wyznawców. 14 i 15 sierpnia 1927 roku w sali Jabłonki przy Dolinie odbyło się pierwsze zgromadzenie w Bydgoszczy. Uczestniczyło w nim około 300 osób, w tym delegaci z Bydgoszczy i z innych miast Polski. Przemówienia wygłosiło 12 kaznodziejów. W Bydgoszczy zbór składał się z około 60 członków. Kolejne zgromadzenia Świadków Jehowy odbyły się w latach późniejszych (m.in. w 1930 i 1932 roku). Od roku 1982 rozpoczęto wynajmować na kongresy hale sportowe, a od następnego roku również stadiony sportowe. W latach 90. XX wieku Świadkowie Jehowy rozpoczęli budowę Sal Królestwa. Od 2012 roku rozpoczęto reorganizacje zborów, wskutek czego stały się one większe i lepiej zorganizowane, lecz ich liczba się zmniejszyła. W sierpniu 2013 roku wdrożono program świadczenia publicznego na terenie poszczególnych zborów z pomocą wózków z bezpłatną literaturą biblijną, a wkrótce również specjalne świadczenie publiczne przy wózkach z publikacjami biblijnymi na terenie wielkomiejskim obejmujące Stare Miasto. 7 czerwca 2015 roku w Bydgoszczy zakończyła naukę druga klasa Kursu dla Ewangelizatorów Królestwa w Polsce. W Bydgoszczy działa 14 zborów: Błonie, Fordon, Leśne (w tym grupa języka angielskiego), Mariampol, Miedzyń, Migowy, Nowy Fordon, Północ, Prądy, Rosyjski, Śródmieście, Szwederowo, Ukraiński, Wyżyny.
- Sala Królestwa (kompleks) – ul. Dworcowa 81A
- Sala Królestwa – ul. Brzechwy 4
- Sala Królestwa – ul. Kubusia Puchatka 2A
- Sala Królestwa – ul. Planty 28

- Stowarzyszenie Badaczy Pisma Świętego:
  - Zbór w Bydgoszczy – ul. Pomorska 41[37][50]
- Świecki Ruch Misyjny „Epifania”:
  - Zbór w Bydgoszczy – ul. Zduny 10a (kaplica zboru Kościoła Chrześcijan Baptystów)[37][51]
- Kościół Jezusa Chrystusa Świętych w Dniach Ostatnich:
  - Gmina Kościoła Jezusa Chrystusa Świętych w Dniach Ostatnich w Bydgoszczy – ul.Gdanska 92[52]

## Rodzimowierstwo słowiańskie
- Stowarzyszenie „Żertwa” – założone w 2011 roku[53]

## Buddyzm
- Buddyjski Związek Diamentowej Drogi Linii Karma Kagyu – ośrodek; Zpl. Wolności 1[54]

## Judaizm

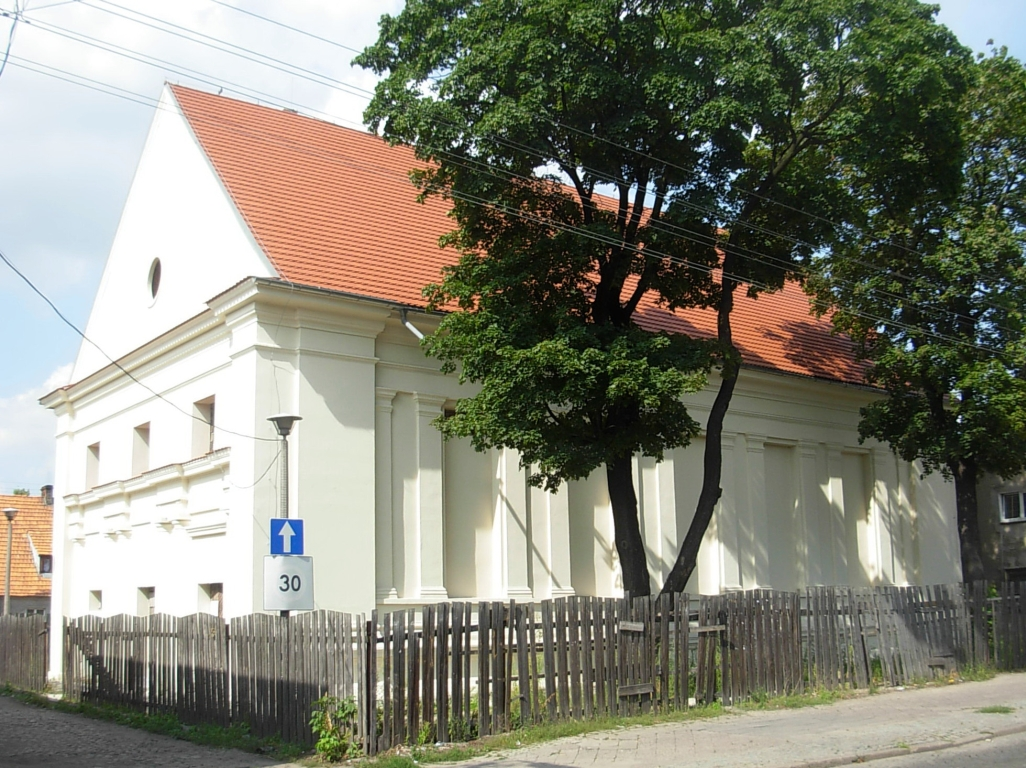
Synagoga w Bydgoszczy-Fordonie

Od średniowiecza żyli w Bydgoszczy i Fordonie Żydzi. Od 1555 do 1772 r. Żydzi na mocy dekretu królewskiego Zygmunta Augusta nie mogli osiedlać się w Bydgoszczy, co doprowadziło do znacznego rozrostu sąsiedniej gminy fordońskiej, nie objętej restrykcjami. W XVIII wieku zbudowali oni w Fordonie dużą synagogę oraz prowadzili szkołę religijną. W Bydgoszczy Żydzi pojawili się w większej liczbie ponownie po 1772 r., zaś w latach 70. XIX w. stanowili oni maksymalnie 8% ogółu mieszkańców (blisko 2 tys. osób). W 1834 r. powstała pierwsza miejska synagoga, zaś w 1884 r. nowa, okazała synagoga, największa w prowincji poznańskiej. Istniała ona do 1940 r., kiedy została zburzona przez hitlerowców, a bydgoscy Żydzi wywiezieni do Doliny Śmierci oraz Generalnego Gubernatorstwa, gdzie zostali wymordowani. Przetrwała jedynie synagoga w Fordonie, tylko dlatego, że Niemcy urządzili w niej kino.

## Cmentarze bydgoskie

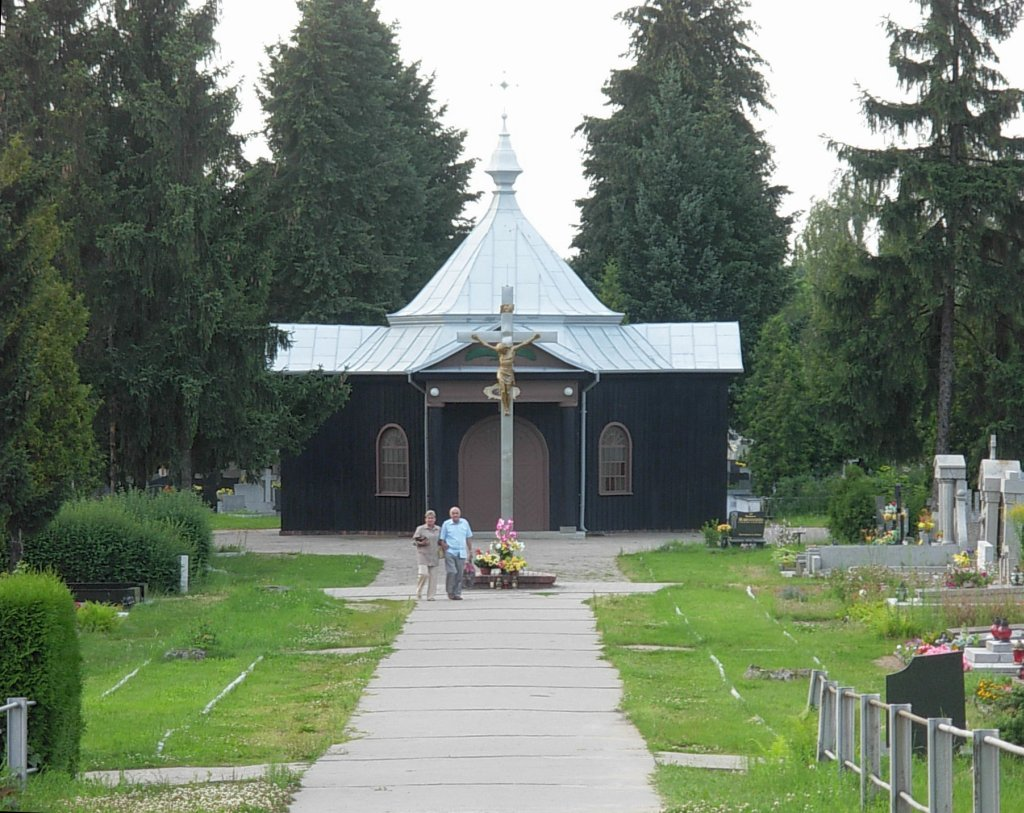
Cmentarz parafialny Najświętszego Serca Pana Jezusa z kaplicą z 1929

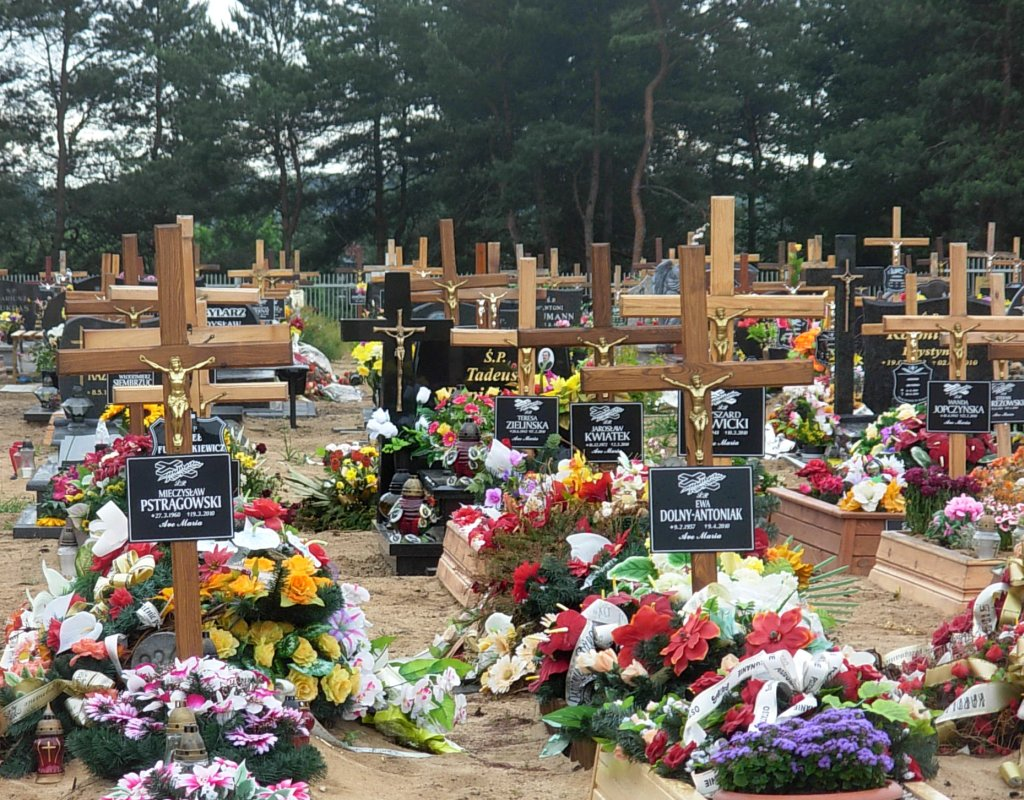
Nowe pochówki na cmentarzu komunalnym ul. Wiślana

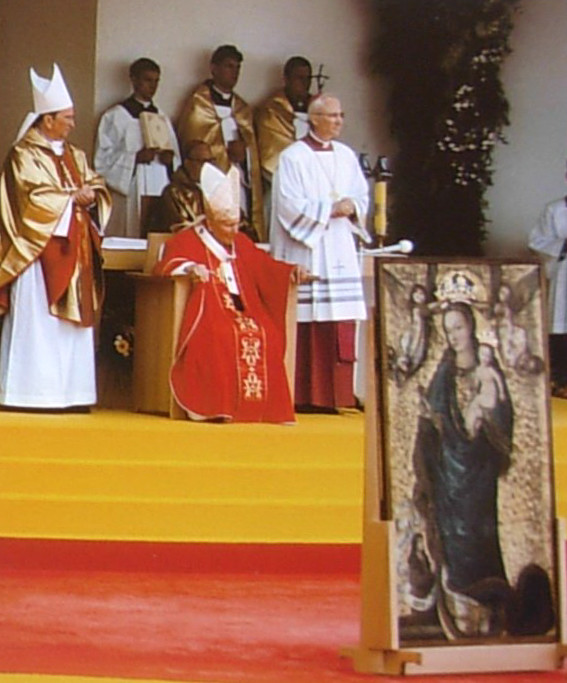
Koronacja obrazu Madonny Bydgoskiej przez Jana Pawła II podczas wuzyty apostolskiej w Bydgoszczy 7 czerwca 1999

W 2008 r. na terenie miasta znajdowało się 19 cmentarzy o powierzchni 98,9 ha. 13 cmentarzy wyznaniowych zajmowało obszar 65 ha, 5 komunalnych 31 ha, a Cmentarz Bohaterów Bydgoszczy – 2,5 ha. Najstarsze dwa cmentarze pochodzą: z końca XVIII wieku (cmentarz św. Jana) i z 1809 r. (cmentarz Starofarny), zaś większość założono w okresie międzywojennym. Największą nekropolią w Bydgoszczy jest cmentarz komunalny przy ul. Wiślanej (24 ha), wkomponowany w teren leśny. W mieście znajdują się także trzy cmentarze ofiar męczeństwa, zaś na pięciu (komunalnych i wyznaniowych) istnieją kwatery żołnierskie, w których spoczywa ok. 3,5 tys. żołnierzy: polskich, rosyjskich i francuskich, poległych w wyniku działań wojennych w okresie 1870–1945.

## Ciekawostki

### Patroni Bydgoszczy
Najstarszym patronem miasta jest św. Mikołaj. Pod wezwaniem tego świętego została zbudowana fara bydgoska. Również patronem parafii w Fordonie był św. Mikołaj. W 1466 r. zbudowano nowy gotycki gmach kościoła farnego. Po ukończeniu zyskał patronów św. biskupów Marcina i Mikołaja. Od tego czasu za patrona Bydgoszczy uznaje się obok św. Mikołaja również św. Marcina. Do dzisiaj w Bydgoszczy są trzy kościoły, których patronem jest św. Mikołaj:
- Katedra Bydgoska pw. św. Marcina i Mikołaja,
- Kościół św. Mikołaja w Bydgoszczy-Fordonie,
- Cerkiew św. Mikołaja w Bydgoszczy.

Od początku XVI w. za główną patronkę miasta zaczęto uważać również Matkę Boską w obrazie ufundowanym przez starostę bydgoskiego Jana Kościeleckiego i umieszczonym w farze. Cześć wyrażała się poprzez liczne łaski, uzdrowienia i opiekę odczuwaną przez mieszkańców. Kult Matki Boskiej wyobrażonej w przepięknym obrazie wzrastał z wieku na wiek. Szczególny stosunek, jaki mają bydgoszczanie do swego sanktuarium docenił kardynał Wyszyński, który uroczyście koronował wizerunek Matki Bożej w 1966 oraz papież Jan Paweł II, który dokonał powtórnej koronacji w 7 czerwca 1999 r. podczas mszy św. na bydgoskim lotnisku oraz ustanowił Matkę Bożą Pięknej Miłości patronką diecezji. Od lat powojennych wizerunek Matki Bożej nazywa się coraz częściej Madonną Bydgoską.

### Organy w bydgoskich kościołach
Zabytkowe organy można znaleźć w kilku bydgoskich kościołach. Większość pochodzi z początku XX w.
Jednymi z największych na Pomorzu i Kujawach organami może się poszczycić kościół pw. św. Andrzeja Boboli. 48-głosowy instrument, zbudowany przez znaną firmę Sauera trafiły do świątyni w 1903 r. W latach 1998–2000 r. przeszły kapitalną renowację. Dzisiaj służą w czasie organizowanych często wieczorów organowych „U Jezuitów”.
Ponad 40 głosów mają zabytkowe organy z kościoła pw. św. Trójcy, zbudowane w 1912 r. przez Paula Voelknera, legendarnego organmistrza. Kościół św. Trójcy charakteryzuje się nie spotykaną nigdzie indziej, specyficzną akustyką.
W katedrze bydgoskiej znajdują się 28-głosowe organy w 80 proc. zbudowane z drewna. Prawdopodobnie zbudowała je, ok. roku 1907, firma Voelknera, która w tym czasie przeniosła się, po spaleniu fabryki w Duninowie, do Bydgoszczy. Być może instrument został przeniesiony do fary z rozebranego w 1940 r. kościoła pojezuickiego na Starym Rynku.